# Limnophora mallochiana
Limnophora mallochiana är en tvåvingeart som beskrevs av Fritz Isidore van Emden 1951. Limnophora mallochiana ingår i släktet Limnophora och familjen husflugor. Inga underarter finns listade i Catalogue of Life.